# Jaffe Memorial Fountain w Belfaście
Jaffe Memorial Fountain – zabytkowa fontanna zlokalizowana w centrum Belfastu (Irlandia Północna) na Victoria Square.
Obiekt został poświęcony przedsiębiorcy i filantropowi ze Schwerinu, Danielowi Josephowi Jaffe, który rozwijał handel lnem w Ulsterze, co upamiętnia tablica pamiątkowa (fundatorem działa był syn biznesmena, Otto Jaffe). Fontannę zbudowano w 1874 (odlano w Sun Foundry w Glasgow). Do 1933 stała w pobliżu magazynu wzniesionego przez Jaffego w 1880 przy 10 Donegall Square South. Następnie została przeniesiona w rejon ogrodu botanicznego (w lokalizacji tej obiekt był zaniedbany). W 2007 rozebrano go na części i przewieziono do Shropshire w celu restauracji. Przeprowadzono m.in. analizy naukowe warstw farby w celu zidentyfikowania oryginalnych barw. Fontanna stanęła na Victoria Square 14 lutego 2008.
Pomnik umieszczony jest na podstawie z czterema stopniami. Baldachim w formie kopuły podpiera osiem kolumn. Filigranowy fryz pod kopułą zdobią akcenty roślinne (liście). Kopuła jest zwieńczona iglicą z motywami liśćmi i gwiazd. Elementy iglicy wskazują cztery kierunki świata. Obecne zwieńczenie nie przypomina oryginalnej latarni, która wieńczyła pierwotnie fontannę. Cztery konsole z akantowym akcentem łączą centralną podporę z basenem. Pierwotnie mieściły się tutaj kubki do picia zawieszone na łańcuchach.